# Suzuki AY50 Katana
Suzuki AY50 Katana - skuter japońskiej firmy Suzuki, która od 1952 roku produkuje motocykle. Model ten produkowany jest od 1997 roku.
Do 1998 roku produkowana była wersja zwykła tego skutera (Suzuki AY50 Katana) oraz wersja usportowiona z dużo większą mocą (Suzuki AY50 Katana Performance). Zostało wyprodukowanych jedynie 500 egzemplarzy tej wersji Katany. Od 1999 roku produkowana była z innym silnikiem (Suzuki AY50 Katana WR) i z zupełnie nowym designem. Skuter ten jest bardzo podatny na tuning optyczny i mechaniczny. Kanapa jest bardzo wygodna i nie daje o sobie znać dłuższa jazda. Przy projektowaniu skutera projektanci wzorowali się na motocyklu sportowym. Wyposażono go w soczewkową lampę. Felgi mają rozmiar 13'.
W 1998 roku wyszedł model Suzuki AY50 Katana Performance